# Dali (mitologia)
Dali (gruz. დალი) także Dæl w języku swańskim – w mitologii gruzińskiej bogini przyrody, zwierząt i łowów. Kult Dali rozpowszechniony był szczególnie w regionach górskich.  

## Etymologia
Pochodzenie imienia Dali nie jest do końca znane. Wiele imion postaci mitologii Swanów związanych jest z wczesnym Gruzińskim Kościołem Prawosławnym, jednak Dali do nich nie należy. Badacze wiążą słowo Dali ze słowami oznaczającymi boga w językach nachskich – z czeczeńskim dēla, inguskim dǣlə czy bacbijskim dale. Inne teorie łączą Dali z gruzińskim słowem dila (pol. „poranek”) lub osetyjskim dælimon (pol. „demon”).

## Bogini
Kult Dali rozpowszechniony był szczególnie w regionach górskich. Dali słynęła z piękności, miała długie, jasne, złote włosy i białą, promienną skórę. Mieszkała wysoko w górach, gdzie czuwała nad dzikimi zwierzętami. Według niektórych mitach Swanów, przedstawiana była dojąc koziorożce alpejskie.    
Ludzie mogli czasem odławiać zwierzęta, jednak musieli przestrzegać określonych reguł. Nie wolno im było zabijać więcej niż byli w stanie donieść do wioski a pewnych, oznaczonych zwierząt, uznawanych za uosobienie bogini nie wolno było zabijać nigdy, np. koziorożców ze złotymi rogami. 
Niektóre mity opowiadają historię związku bogini z człowiekiem – myśliwym, który po karą śmierci musiał trzymać ich relacje w tajemnicy. Z tego związku miał narodzić się Amirani, pół-człowiek pół-bóg. Według mitu Swanów, żona myśliwego, w zemście za zdradę męża, zabiła boginię, ścinając jej włosy podczas snu. Myśliwy wydobył dziecko z łona zmarłej matki i nadał mu imię Amirani.                      